# San Jose (Northern Samar)
San Jose is een gemeente in de Filipijnse provincie Northern Samar op het eiland Samar. Bij de laatste census in 2007 had de gemeente ruim 15 duizend inwoners.

## Geografie

### Bestuurlijke indeling
San Jose is onderverdeeld in de volgende 16 barangays:
| - Aguadahan - Bagong Sabang - Balite - Barangay East - Barangay North - Barangay South - Barangay West - Bonglas | - Da-o - Gengarog - Geratag - Layuhan - Mandugang - P. Tingzon - San Lorenzo - Tubigdanao |

## Demografie
San Jose had bij de census van 2007 een inwoneraantal van 15.185 mensen. Dit zijn 1.621 mensen (12,0%) meer dan bij de vorige census van 2000. De gemiddelde jaarlijkse groei komt daarmee uit op 1,57%, hetgeen lager is dan het landelijk jaarlijks gemiddelde over deze periode (2,04%). Vergeleken met de census van 1995 is het aantal mensen met 2.629 (20,9%) toegenomen.

De bevolkingsdichtheid van San Jose was ten tijde van de laatste census, met 15.185 inwoners op 29,85 km², 508,7 mensen per km².